# Prijevor (Budva, Crna Gora)
Prijevor je naselje u općini Budva u Crnoj Gori. Prema popisu iz 2003. posjeduje 449 stanovnika.

## Stanovništvo
U naselju Prijevor živi 328 punoljetnih stanovnika, a prosječna starost stanovništva iznosi 35,5 godina (34,6 kod muškaraca i 36,4 kod žena). U naselju ima 139 domaćinstava, a prosječan broj članova po domaćinstvu je 3,20.
Stanovništvo u ovom naselju veoma je heterogeno, a u posljednja tri popisa, primjećen je porast u broju stanovnika.
- Srbi 234 (52,11%)
- Crnogorci 139 (30.95%)
- Egipćani 20 (4.45%)
- Jugoslaveni 7 (1.55%)
- Muslimani 6 (1.33%)
- Hrvati 4 (0.89%)
- Mađari 2 (0.44%)
- Makedonci 1 (0.22%)
- neizjašnjeni 2 (0.44%)